# Lucio Tampio Flaviano
Lucio Tampio Flaviano (latino: Lucius Tampius Flavianus; 10 d.C. circa – post 76 d.C.) è stato un politico e militare romano.

## Biografia
Fu un senatore romano che ricoprì il ruolo di console per due volte, una delle quali come suffectus (attorno al 45). E se la data del suo primo consolato non è certa, il nome del suo collega era Publio Fabio Firmano, il suo secondo ebbe come collega, Marco Pompeo Silvano Staberio Flavino, nelle terze nundinae dell'anno 75 o 76.
Il cursus honorum di Flaviano non è ancora noto prima del suo primo consolato. Un'iscrizione da Fondi registra che, a seguito di suo primo consolato ricoprì quello di governatore proconsolare di una provincia sconosciuta. In seguito divenne legatus Augusti pro praetore della Pannonia. Plinio il Vecchio racconta che la provincia proconsolare era quella dell'Africa, mentre per quanto riguarda la data del suo incarico, Ronald Syme come tanti altri studiosi moderni sono favorevoli al finale degli anni del principato di Nerone, fino all'inizio di quello di Vespasiano.
Sulla base delle Historiae di Tacito riguardanti l'anno dei quattro imperatori, è evidente che fu governatore della Pannonia nell'anno 69, e di conseguenza anche nel 68. Sembra anche che Flaviano abbia ottenuto una vittoria militare, oltre il medio Danubio tra le genti degli Iazigi e dei Suebi (probabilmente i Quadi), tanto da meritarsi gli Ornamenta triumphalia.
Le sue azioni durante l'anno caotico di 69 sono la parte più conosciuta della sua vita. Qui Tacito lo descrive come «ricco e di età avanzata» e sotto l'influenza del procurator Augusti, Cornelio Fusco, tanto da mostrare Flaviano come non qualificato per essere un governatore provinciale. Questo risulta però un controsenso, vista la sua vittoria oltre il Reno dell'anno precedente. Flaviano fu chiamato a Roma all'inizio di quell'anno. Sappiamo inoltre che fu ammesso nell'ordine degli Arvali il 26 febbraio 69. Milns suggerisce che ciò venne fatto per favorire Otone («ad Otone erano necessari ciascun amico che potesse ottenere»), sebbene ammetta che il collegio degli Arvali «non fosse considerato uno dei più prestigiosi collegi sacerdotali». Al suo ritorno in Pannonia, trovò i soldati della sua provincia che sospettavano di lui, in parte a causa del viaggio a Roma, in parte a causa della sua attenzione nello scegliere una parte nella guerra civile in corso. Più tardi quell'anno, quando le legioni di Pannonia si dichiararono a favore di Vespasiano e marciarono per combattere al suo fianco contro i soldati che avevano parteggiato per Vitellio, una volta raggiunto il Nord Italia, dopo aver preso posizione davanti alla città di Verona, si rivoltarono a Flaviano e tentarono di ucciderlo. Inizialmente Marco Aponio Saturnino provò a farli ragionare nel tentativo di salvare Flaviano, ma quando si accorse che era inutile, intervenne il generale Marco Antonio Primo per proteggere Flaviano. E malgrado i suoi discorsi alle truppe, Antonio non riuscì a placare gli animi delle legioni pannoniche, tanto da costringerlo a ricorrere all'inganno, ordinando che Flaviano fosse messo in catene e imprigionato. Ma gli uomini, accortosi dell'inganno, tentarono di invadere il Tribunale da dove stava parlando Antonio. Quest'ultimo si pose davanti a loro con la spada sguainata, annunciando che avrebbero dovuto di ucciderlo prima di mettere le mani su Flaviano. A questo punto l'ammutinamento cessò, e sotto la copertura delle tenebre Flaviano riuscì a fuggire dall'accampamento. E non appena uscì, Tacito aggiunge che giunse un messaggero in cui recava l'ordine di sollevarlo dal suo comando.
Anche se Flaviano rimase al di fuori per il resto della guerra civile, fu trattato con onore da Vespasiano, che gli conferì gli ornamenti trionfali menzionati sopra. In seguito fu nominato curator aquarum, ovvero sorvegliante degli acquedotti di Roma nel 73-74. Poco dopo ottenne il suo secondo consolato (nel 75 o 76). La sua vita, a questo punto, è sconosciuta, così come la data della sua morte.